# Nando Pijnaker
Nando Zen Pijnaker (Brummen, 25 febbraio 1999) è un calciatore neozelandese con passaporto olandese, difensore dell'Auckland FC.

## Caratteristiche tecniche
È un difensore centrale.

## Carriera

### Club
Nella stagione 2018-2019 gioca nella prima divisione neozelandese con l'Eastern Suburbs, mentre l'anno seguente gioca 2 partite nella seconda divisione svizzera contro il Grasshoppers; nell'estate del 2020 si trasferisce al Rio Ave, club della prima divisione portoghese.

### Nazionale
Con la nazionale Under-20 neozelandese ha preso parte al Campionato mondiale di calcio Under-20 2019.
Nel medesimo anno ha anche esordito con la nazionale maggiore, mentre nel 2021 ha partecipato ai Giochi Olimpici di Tokyo.

## Palmarès

### Club

#### Competizioni nazionali
- Campionato neozelandese: 1

Eastern Suburbs: 2018-2019
- Premier's Plate: 1

Auckland FC: 2024-2025